# Скопошень
Скопошень, Скопошені (рум. Scopoșeni) — село у повіті Ясси в Румунії. Входить до складу комуни Горбан.
Село розташоване на відстані 317 км на північний схід від Бухареста, 46 км на південний схід від Ясс.

## Населення
За даними перепису населення 2002 року у селі проживали 686 осіб, усі — румуни. Усі жителі села рідною мовою назвали румунську.